# Comuna de Bielice
Bielice (polaco: Gmina Bielice) é uma gminy (comuna) na Polónia, na voivodia de Pomerânia Ocidental e no condado de Pyrzycki.
De acordo com os censos de 2007, a comuna tem 2952 habitantes, com uma densidade 35,1 hab/km².

## Área
Estende-se por uma área de 84,12 km².